# Теке
Вижте пояснителната страница за други значения на Теке.
 Тази статия е за дервишкия комплекс.  За отделната гробница вижте тюрбе.  
Теке или текия (от арабски: takiyya – осланям се, получавам подкрепа, от турски: tekke) или завиет (от арабски: زاوية, зауия) е мюсюлманска суфистка монашеска обител, в която централното място се заема от седмоъгълна гробница (обикновено символична) на алиански светец, наречена тюрбе. В Иран, Средна и Южна Азия текетата са известни и под името ханака (на персийски: خانگاه).

## Описание
Това е специално място, предназначено за събиране на дервиши (вид ислямски монаси) – суфии, бекташи и др. Понякога текетата са определяни като мюсюлмански манастири, но тази аналогия е неточна.
Първоначално текето представлява жилище на духовен водач и неговите ученици. С времето текетата се превръщат в религиозни центрове, които често включват медресе, имарет и други сгради, понякога дори джамия. Те стават места за подслон на поклонници и мюсюлмански ученици.

## В България
Текетата в България са свързани преди всичко с мюсюлманските секти на алианите. През XVI век по време на войните с иранския шах Исмаил I османските султани Селим I и Селим II преселват бунтовното население в Добруджа и Лудогорието. Къзълбашите, преселени по този начин, произхождат от Хорасан. Те са тюркско номадско племе, прегърнало шиитската доктрина. Най-общо къзълбашите се отличават с привързаността си към семейството на пророка Мохамед и неговия зет имам Али, когото те смятат за първи халиф (наместник) на пророка и родоначалник на 12-те праведни имами. Класическият шиитски възглед гласи, че с Мохамед приключва явният цикъл на пророците, докато с Али започва скритият цикъл на имамите (евлийа или Божии приятели).
Дванадесетият имам Мохамед Махди, изчезнал през 941 г., е мюсюлманският Месия. Според сектантските схващания той е жив, но ще се разкрие едва в деня на Страшния съд. Като наследство от столетия репресии от страна на сунитските власти събиранията (джем) и ритуалните танци (сема) на къзълбашите все още се извършват тайно. Изследователите често се озадачават от примесите на езически, християнски и зороастрийски елементи в алианските обреди. Те палят свещи в текетата, празнуват Гергьовден (Хидрелез) и древноперсийската Нова година (Навруз или Кърклар) на 21 март. Непривична за останалите мюсюлмани е практиката им да употребяват алкохол по време на религиозните си церемонии.
Най-старите, най-големи и най-известни текета са четири – Демир баба (край с. Свещари, Исперихско), Акязълъ баба (в с. Оброчище, Добричко), Отман баба (край с. Текето, Хасковско) и Кадемли баба (край с. Сокол, Новозагорско). Текета има на още много места, особено в Южна и Североизточна България (например Пловдив, край пътя Харманли-Тополовград и др.). От всички само първите две споменати са добре съхранени и отворени за посещения и култови обреди.
Напоследък учени, сред които Ирен Меликоф, Катерина Венедикова, Невена Граматикова и Любомир Миков, твърдят, че всички те принадлежат на хуруфитското братство, възникнало от исмаилизма – учението за Седмия имам. Сунитите не приемат и алианската привързаност към светците и молитвите в техните гробници. Обвиняват ги в идолопоклонничество, понеже обожествяват Али и неговите потомци – имамите. В съзнанието на вярващите алиани обаче евлиите ги закрилят с вълшебната си сила в реално време. Може да чуете чудновати разкази как еди-кой си в случай на неволя е срещнал Демир баба и е получил помощ, съвет или поне благословия. Бабѝте (на арабски: врата; баща) освен че разпространяват божията любов, носят знание, дадено им свише за тайните на невидимия свят. Те са и своего рода ипостази на 12-ия имам в съответствие с казаното в по-горния параграф.

### Демир баба теке
Демир баба теке край село Свещари близо до Исперих е вероятно най-известното теке в България. От него е запазено само тюрбето и една битова сграда, (макар много повече да е просъществувало през вековете допреди четири десетилетия). Няколко пъти напоследък около него по време на традиционните за текетата майски празници се организират събори от партия ДПС. (За повече подробности за това теке вж. препратките и излезлите напоследък монографични публикации и книга с легендите за патрона на текето Демир баба).

### Акязълъ баба
Второто известно теке от приблизително същото време (1527 г.) е ритуалният комплекс Акязълъ баба в центъра на с. Оброчище (старо име с. Текке) на 3 км западно от входа на курорта „Албена“. В него е едно от няколкото запазени алевийски тюрбета в България, особено интересно не само от архитектурна гледна точка, но и като традиционно действащо съвместно ритуално място на мюсюлмани и християни. Това тюрбе представлява 7-ъгълна сграда с правоъгълно преддверие, изградена от прецизна зидария от идеално формирани варовикови строителни блокове и разноцветни мраморни сглобки на сводовете, взети при строежа от разкопки от съседния хълм, където над с. Рогачево се е намирал комплекс от антични римски вили. Твърди се, че зидарията е споена с олово (вж. западната фасада на равнището на изправен човек). Оловен е покривът на кубето, извисяващ се на 18 м. Помещението е украсено отвътре със стенописи във виенски стил, рисувани вероятно в края на 19 век и началото на 20 век, обявени в днешно време за паметник на културата.
В двора на текето има останки от огромно 7-ъгълно помещение с диаметър на вписаната окръжност 23 m с огнище и седмоъгълен комин, чийто грандиозен дървен покрив е разрушен от руската артилерия през Руско-турската война от 1828 – 1829 г. Мюсюлманите от дервишката секта, които са основали този религиозен комплекс, вярват, че в ритуалния гроб в текето са погребани останките на бекташкия водач Акязълъ баба, докато християните на свой ред твърдят, че там е погребан Свети Атанасий Велики.
От незапомнени времена в средата на май всяка година християни и мюсюлмани заедно почитат своите кумири. Характерно е, че оставяли своя вещ и преспивали в района на гробницата на светеца. В днешно време от съвместния ритуал е останало вързването на текстилни ленти на околните дървета по време на майското поклонение, както и варенето на курбан. Вярват, че този оброк ще запази здравето и ще изцери болните. На тази основа е създадено българоезичното название на село Оброчище.